# 鷹尾城 (筑後国)
鷹尾城（たかおじょう）は、福岡県柳川市大和町鷹ノ尾にあった日本の城（平山城）。柳川市指定史跡。矢部川と塩塚川によって形成された平野の西方、矢部川右岸の自然堤防上に位置する。城の範囲は東西100メートル、南北80メートルほどであったという。

## 歴史
田尻氏が代々居城にしていた田尻城は水や交通の便が悪いため、天文17年（1548年）に田尻親種は大友氏に願い出て鷹尾城の建設を許可され同年に築城した。天文19年（1550年）の溝口氏・三池氏との合戦の際には親種が当城で防戦している。その後、田尻氏は大友氏の傘下から龍造寺氏の下へ転じて、天正3年（1575年）に田尻鑑種は龍造寺隆信とともに大友方の三池鎮実を攻めている。
しかし天正10年（1582年）に鑑種は龍造寺氏と不和になり、同年11月に龍造寺軍によって当城を包囲された。このため鑑種は島津氏に誼を通じ、11月25日（12月20日）と12月1日（12月25日）には籠城から脱出した使者が島津義弘に援軍を要請している。翌年7月21日（1583年9月7日）に和議がなされた後、12月10日（1584年1月22日）に鑑種は降伏して城の築地塀を破却し、間もなく城を明渡した。天正12年（1584年）9月には立花道雪ら大友軍が来攻し、龍造寺方の当城は焼払われている。その後、田尻鑑種が龍造寺方の城番として入城したが、再び島津氏へ密使を送っている。
天正15年（1587年）の豊臣秀吉による九州国分で当城は立花宗茂に領有され、立花鎮久が城番を任じられた。慶長6年（1601年）に田中吉政が筑後に転封されると、家老・宮川才兵衛が知行6000石で城番に任じられている。その後、元和元年（1615年）の一国一城令で廃城となった。